# Episodi di Armstrong Circle Theatre (decima stagione)
La decima stagione della serie televisiva Teatro di Armstrong (Armstrong Circle Theatre) è stata trasmessa in anteprima negli Stati Uniti d'America dalla CBS tra il 30 settembre 1959 e il 28 settembre 1960.
In Italia la stagione è stata trasmessa da Telecapri News dal 9 ottobre al 24 dicembre 2013, prima del passaggio a Telecapri dall'undicesima stagione.
| nº | Titolo originale               | Titolo italiano | Prima TV USA      | Prima TV Italia |
| -- | ------------------------------ | --------------- | ----------------- | --------------- |
| 1  | The Zone of Silence            |                 | 30 settembre 1959 |                 |
| 2  | The Jailbreak                  |                 | 14 ottobre 1959   |                 |
| 3  | 35 Rue Du Marche               |                 | 28 ottobre 1959   |                 |
| 4  | Security Risk                  |                 | 25 novembre 1959  |                 |
| 5  | Operation Moonshine            |                 | 9 dicembre 1959   |                 |
| 6  | The Boy on Page One            |                 | 23 dicembre 1959  |                 |
| 7  | Full Disclosure                |                 | 20 gennaio 1960   |                 |
| 8  | Ghost Bomber: The Lady Be Good |                 | 3 febbraio 1960   |                 |
| 9  | House of Cards                 |                 | 17 febbraio 1960  |                 |
| 10 | Raid in Beatnik Village        |                 | 2 marzo 1960      |                 |
| 11 | Episodio 10x11                 |                 | 1960              |                 |
| 12 | Episodio 10x12                 |                 | 1960              |                 |
| 13 | The Numbers Racket             |                 | 13 aprile 1960    |                 |
| 14 | Dishonor System                |                 | 27 aprile 1960    |                 |
| 15 | Separate Parents               |                 | 11 maggio 1960    |                 |
| 16 | Positive Identification        |                 | 25 maggio 1960    |                 |
| 17 | Illegal Entry                  |                 | 8 giugno 1960     |                 |
| 18 | The Prison Professor           |                 | 22 giugno 1960    |                 |
| 19 | Full Disclosure                |                 | 6 luglio 1960     |                 |
| 20 | Episodio 10x20                 |                 | 1960              |                 |
| 21 | Operation Moonshine            |                 | 17 agosto 1960    |                 |
| 22 | Security Risk                  |                 | 31 agosto 1960    |                 |
| 23 | Dishonor System                |                 | 27 aprile 1960    |                 |
| 24 | Ghost Bomber                   |                 | 28 settembre 1960 |                 |